# Stéphane Traineau
Stéphane Traineau (* 16. září 1966 Cholet, Francie) je bývalý francouzský zápasník–judista, bronzový olympijský medailista z roku 1996 a 2000.

## Sportovní kariéra
S judem začínal v 5 letech v rodné obci Mortagne-sur-Sèvre pod vedením svého otce Michela. Od roku 1984 byl zařazen do vrcholového tréninkového programu INSEP. Ve francouzské seniorské reprezentaci se pohyboval od roku 1987 v polotěžké váze do 95 kg. V roce 1988 uspěl při francouzské nominaci na olympijské hry v Soulu na úkor dlouholeté reprezentační jedničky Rogera Vachona. Ve druhém kole olympijského turnaje v Soulu vybodoval úřadujího japonského mistra světa Hitoši Sugaie, ale v dalším takticky zaváhal s úřadujícím mistrem Evropy Jiřím Sosnou z Československa a prohrál po verdiktu sudích na praporky (hantei).
V roce 1992 patřil k favoritům na zisk zlaté olympijské medaile na olympijských hrách v Barceloně, ale jako úřadující mistr světa a Evropy zaváhal ve třetím kole s americkým veteránem Leo Whitem a nechal se hodit na ippon technikou soto-makikomi. Vytoužené olympijské medaile se dočkal až na třetí pokus v roce 1996. Na olympijských hrách v Atlantě ve čtvrtfinále zaskočil po sedmi sekundách zápasu Japonce Jošio Nakamuru technikou kučiki-taoši na ippon. V semifinále však v polovině zápasu nezachytil seoi-nage Jihokorejce Kim Min-sua a spadl do oprav. Souboji o třetí místo vybodoval Maďara Antala Kovácse a získal bronzovou olympijskou medaili.
Po olympijských hrách hrách v Atlantě přepustil místo reprezentační jedničky kolegům, ale v roce 1999 získal svoji pozici zpět. V roce 2000 uspěl při francouzské nominaci na olympijské hry v Sydney. V úvodním kole ho čekal úřadující mistr Evropy Rus Jurij Sťopkin. V polovině zápasu dostal Rusa na zem a zvítězil na ippon držením. Osudným se mu však opět stalo semifinále, kde v takticky vedeném zápase nestačil v boji o úchop na Kanďana Nicolase Gilla a spadl do oprav. V souboji o třetí místo upáčil na zemi Izraelce Ariela Ze'eviho a získal druhou bronzovou olympijskou medaili. Vzápětí ukončil sportovní kariéru. Věnuje se trenérské a funkcionářské práci.
Stéphane Traineau byl pravoruký komplexně technicky vybavený judista, jeho oblíbenou technikou v postoji byly hody přes boky (curi-goši) a v boji na zemi nasazovaná páka (juji-gatame).

## Výsledky
| Turnaj             | 1988           | 1989           | 1990           | 1991           | 1992           | 1993           | 1994           | 1995           | 1996           | 1997           | 1998           | 1999           | 2000           |
| Turnaj             | 22             | 23             | 24             | 25             | 26             | 27             | 28             | 29             | 30             | 31             | 32             | 33             | 34             |
| Turnaj             | polotěžká váha | polotěžká váha | polotěžká váha | polotěžká váha | polotěžká váha | polotěžká váha | polotěžká váha | polotěžká váha | polotěžká váha | polotěžká váha | polotěžká váha | polotěžká váha | polotěžká váha |
| ------------------ | -------------- | -------------- | -------------- | -------------- | -------------- | -------------- | -------------- | -------------- | -------------- | -------------- | -------------- | -------------- | -------------- |
| Olympijské hry     | úč.            |                |                |                | úč.            |                |                |                | 3.             |                |                |                | 3.             |
| Mistrovství světa  |                | 5.             |                | 1.             |                | 3.             |                | 3.             |                | —              |                | 5.             |                |
| Mistrovství Evropy | ?              | —              | 1.             | 3.             | 1.             | 1.             | —              | 3.             | —              | —              | —              | 1.             | —              |